# Навруз (емір)
Навруз (*перс. نوروز, д/н — 13 серпня 1297) — політичний та військовий діяч Держави Хулагуїдів.

## Життєпис
Походив зі знатного ойратського роду. Син Аргун-аки, намісника Герату. Військовий та управлінський досвід здобув під орудою батька. Після смерті останнього 1278 року Навруз очолив війська народу караунів. Брав участь у поході проти Нікудерійської орди, хакімом якої Навруза було призначено.
У 1284 році сприяв захопленню Аргуном, намісником Хорасану, трону Ільханів. У 1284—1285 роках був учасником війни з Чагатайським улусом. ільхан Аргун призначив Навруза атабеком при своєму синові Газані — намісникові Хорасану. Втім Навруз почувався невпевнено, оскільки його влада в Гераті виявилася обмеженою. Приводом до відкритого протистояння ільхану стала страта Буги-чінсанга, друга Навруза у 1289 році. Повстання Навруза тривала до літа 1290 року, коли він остаточно зазнав поразки й втік до хана Хайду в Чагатайському улусі.
З невеликим загоном ойратів Навруз рушив до Хорасану, але не зміг там закріпитися. Тому відступив до Сістану. Тут вступив у союз з Уру-Тимуром з Угедеїдів, а потім перейшов до ісламу. Звідси у 1291—1292 роках здійснював грабіжницькі напади на Хорасан. Втім 1293 року зазнав поразки.
1294 року в Мерві замирився з Газан-ханом, якого переконав прийняти іслам. 1295 року сприяв поваленню ільхана Байдуй оголошенню новим ільханом Газана. Того ж року допоміг останньому в боротьбі проти Дуви і Хайду, які вдерлися до Хорасану.
Втім Навруз набув значної влади в Хорасані та над Нікудерійською ордою. Це спричинило 1297 року похід проти нього Газан-хана. Біля Нішапура Навруз зазнав поразки й втік до Герату, де малік міста Фахр ад-Дін Курт схопив Навруза і видав ільхану. За наказом Газан-хана його було страчено.